# Xocoyo
Xocoyo är en ort i Mexiko.   Den ligger i kommunen Xilitla och delstaten San Luis Potosí, i den centrala delen av landet, 210 km norr om huvudstaden Mexico City. Xocoyo ligger 458 meter över havet och antalet invånare är 143.
Terrängen runt Xocoyo är kuperad österut, men västerut är den bergig. Runt Xocoyo är det ganska tätbefolkat, med 96 invånare per kvadratkilometer. Närmaste större samhälle är Tamazunchale, 19,9 km sydost om Xocoyo. I omgivningarna runt Xocoyo växer i huvudsak städsegrön lövskog.